# 25D/Neujmin
O 25D/Neujmin, também conhecido como Cometa Neujmin 2, é um cometa periódico do sistema solar descoberto por Grigory N. Neujmin (Simeiz) em 24 de fevereiro de 1916.
Foi confirmado por George Van Biesbroeck (Observatório Yerkes, Wisconsin, Estados Unidos) e Frank Watson Dyson (Observatório de Greenwich, Inglaterra) em 1 de março.
A previsão, segundo Andrew Crommelin (Observatório Real de Greenwich, Greenwich, Inglaterra) para 1921 foi considerado desfavorável e não foi possível fazer observações. A próxima previsão que era para 1927 levou a um conta um não identificado observado em 1920, mas apesar das buscas, nada foi encontrado.
Consequentemente, este cometa mantem-se como um cometa perdido desde 1927.

## Características orbitais
A órbita deste cometa tem uma excentricidade de 0,567 e possui um semieixo maior de 3,089 UA. O seu periélio leva o mesmo a uma distância de 1,338 UA em relação ao Sol.